# Federación de Fútbol de Kenia
La Federación de Fútbol de Kenia (en inglés: Football Kenya Federation; abreviado FKF) es el organismo rector del fútbol en Kenia, con sede en Nairobi. Fue fundada en 2011, desde 2012 es miembro de la FIFA y de la CAF. Organiza el campeonato de Liga y de Copa, así como los partidos de la selección nacional en sus distintas categorías.
En noviembre de 2011, la Football Kenya Limited (FKL) fue disuelta, ya que quería dejar de ser una sociedad anónima. La Federación de Fútbol de Kenia (FKF) sustituyó a la FKL, pero la mayoría de los nuevos puestos ejecutivos fueron retenidos por sus antiguos ocupantes en la FKL.
En noviembre de 2022, la FIFA levantó la suspensión contra la Federación de Fútbol de Kenia (FKF), tras la decisión del gobierno local de reincorporar el organismo tras disolverlo por sospechas de corrupción..